# Temas LGBT na mitologia greco-romana
Existem muitos temas LGBT na mitologia clássica, isto é, mitologia grega e mitologia romana, que possui diversas narrativas de histórias de amores entre seres do mesmo sexo. Esses mitos têm sido considerados fundamentalmente influentes na literatura ocidental LGBT, sendo constantemente adaptados, reepublicados e reescritos, e de fato suas figuras são muitas vezes vistas como ícones. O lesbianismo, no entanto, quase não é encontrado nos mitos greco-romanos, embora destaca-se o de Zeus (Artemis) e Calisto.
|                                          |  |                                                            |
| A Morte de Jacinto (1801) por Jean Broc. |  | Jean-Baptist Roman, Eríalo e Niso (1827), Museu do Louvre. |

O deus patrono dos hermafroditas e travestis é Dionísio, deus gerado na coxa de Zeus, seu pai, depois de sua mãe morrer esmagada pela forma verdadeira de Zeus. Também há deuses considerados patronos do amor entre homossexuais homens, como o amor da deusa Afrodite e os deuses em sua comitiva, tais como Eros, Himeros e Pothos.
Eros também faz parte de uma trindade de deuses que desempenharam papéis nas relações homoeróticas, junto com Hércules e Hermes, que concedeu qualidades de beleza (e fidelidade), a força e a eloqüência, respectivamente, para os amantes do sexo masculino. Na poesia de Safo, Afrodite é identificada como patrona das lésbicas.
Temos também a história de Tirésias, adivinho cego da Aeona, que conhecia "os dois lados do amor/de Vênus" (tendo mudado de sexo duas vezes e vivido sete anos como mulher); numa história retomada e preservada pelo poeta romano Ovídio em sua Metamorfoses, Júpiter e Juno discutem quem tem mais prazer sexual, o homem ou a mulher, ao que o deus diz que as mulheres sente maior prazer e Juno discorda, concordando, ambos, em pedir a opinião do adivinho que, dando razão à Júpiter ao afirmar que realmente as mulheres sentem maior prazer sexual que os homens, provoca a ira de Juno, que o cega.
Histórias mitológicas sobre amor e/ou sexo entre figuras do mesmo sexo:
- Aquiles e Pátroclo[10]
- Aquiles e Tróilo[11]
- Agamemnon e Argynnus[12]
- Ameinias e Narciso[10]
- Apolo e Adônis
- Apolo e Branchus
- Apolo e Carnus
- Apolo e Ciparisso
- Apolo e Heleno
- Apolo e Lalyx
- Apolo e Jacinto[13]
- Apolo e Himeneu[13]
- Cicno e Faetonte
- Crisipo e Laio[14]
- Dáfnis e Pã[15]
- Dionísio e Ampelus[15]
- Dionísio e Prosimno[16]
- Eurybarus e Alcyoneus
- Kalamos e Carpo
- Hércules e Abderus
- Hércules e Hilas[15]
- Hércules e Iolaus[14]
- Hermes e Crocus
- Hermes e Anfião
- Hermes e Perseu
- Hélio e Nérites
- Nisus e Euryalus
- Páris e Antheus
- Posídon e Pélope
- Posídon e Nérites
- Poliido e Glauco de Creta
- Pílades e Orestes
- Orfeu e os trácios[14]
- Orfeu e Calais
- Sarpedão e Mileto
- Tâmiris e Jacinto
- Zeus e Aetos
- Zeus (Artemis) e Calisto[3]
- Zeus e Ganímedes[1]